# Polo Democrático Alternativo
Polo Democrático Alternativo (deutsch Demokratisch Alternative Achse, kurz: PDA) ist eine sozial-demokratische politische Partei in Kolumbien. Sie entstand aus einer Vereinigung des Polo Democrático Independiente (PDI) mit der Bewegung Alternativa Democrática. Der PDA ist Mitglied der Sozialistischen Internationale.
Die Partei wurde im Dezember 2005 als Gegenpol zu den regierenden Rechtsparteien gegründet, die ein neoliberales Wirtschaftsprogramm auflegten und eine weitere Militarisierung unter dem damaligen Präsidenten Álvaro Uribe zusicherten. Sie ist auch die einzige Oppositionspartei im Repräsentantenhaus. Parteivorsitzender ist Álvaro José Argote Muñoz.

## Wahlen
Bei der Parlamentswahl in Kolumbien 2014 erreichte die Partei fünf Senatorensitze im Senat von Kolumbien und drei Abgeordnetensitze im Repräsentantenhaus von Kolumbien. Bei der Parlamentswahl in Kolumbien 2018 am 11. März 2018 erreichte die Partei fünf Senatorensitze im Senat von Kolumbien und zwei Abgeordnetensitze im Repräsentantenhaus von Kolumbien.
Mit dem Kandidaten Sergio Fajardo trat die PDA zu den Präsidentschaftswahlen in Kolumbien 2018 an. Fajardo erhielt 23,73 % der Stimmen was den dritten Platz bedeutete.